# Jamel en vrai...
Pour plus de détails, voir Fiche technique et Distribution.
Jamel en vrai... est un court-métrage français de Roland Allard et Karim Debbouze sur son frère Jamel.

## Fiche technique
- Titre : Jamel en vrai...
- Réalisation : Roland Allard et Karim Debbouze
- Scénario : Jamel Debbouze
- Photographie :
- Montage : Jérôme Legrand
- Production : Caroline Cochaux
- Société de production : Kissman Productions
- Pays :  France
- Genre : Documentaire
- Durée : 110 minutes
- Dates de sortie : 
  -  France : 18 juin 2002

## Distribution
- Jamel Debbouze
- Gérard Depardieu
- Omar Sy
- Joey Starr
- Jean-Pierre Jeunet
- Abd-el-Kader Aoun
- Gad Elmaleh
- Gérard Darmon
- Vincent Cassel
- Monica Bellucci
- Mathieu Kassovitz
- Dieudonné
- Jean-Pierre Bacri
- Nicolas Anelka
- Eric et Ramzy
- Charles Nemes
- Alain Chabat
- Édouard Baer